# SAP Business One
SAP Business One è un'applicazione ERP (Enterprise Resource Planning) progettata per le piccole e medie imprese e commercializzata dalla società tedesca SAP SE. Come azienda, SAP Business One si concentra sull'automazione delle funzioni aziendali chiave in finanza, management control, acquisti, vendite, produzione, logistica e risorse umane.

## Storia
SAP Business One è stato lanciato inizialmente in Israele nel 1996 con il nome "Menahel" ("manager") o "TopManage" per altri paesi. L'azienda è stata fondata da Reuven Agassi (CEO). Il prodotto è stato progettato da Shai Agassi e il team di sviluppo era guidato da Hilla Mazinter. In seguito, il prodotto è stato separato in una compagnia indipendente che è stata gestita da Reuven Agassi come CEO, con Gadi Shamia come VP Sales.
Nei suoi primi anni, TopManage è stato venduto solo nel mercato israeliano ed è stato il primo prodotto di gestione aziendale Windows/Mac ad essere offerto nel mercato israeliano. Nel 2000, TopManage ha avviato la sua espansione globale nei mercati in Europa e America Latina.
Nel marzo del 2002, SAP acquisì i sistemi finanziari di "TopManage" e successivamente ribattezzò il sistema come SAP Business One. Reuven Agassi e Gadi Shamia, fondatori di TopManage, assunsero posizioni dirigenziali in SAP come parte dell'acquisizione. Va notato che, un anno prima di questo, SAP aveva anche acquisito "TopTier," una società sorella di TopManage. Shai Agassi, figlio di Reuven Agassi, era il fondatore di TopTier.
L'acquisizione ha permesso a SAP di raggiungere il mercato delle piccole imprese attraverso i suoi partner e di ottenere ulteriori opportunità di business dalle filiali più piccole dei suoi clienti aziendali.

### Realeases
La storia di SAP Business One:
| Anno | Versione                          | Nuove caratteristiche degne di nota |
| ---- | --------------------------------- | --- |
| 2020 | Versione 10.0 di SAP Business One | Miglioramenti del Web Client (basati su SAP Fiori), miglioramenti nella stampa dei documenti, miglioramenti nei documenti di riferimento, miglioramenti nel processo di approvazione, diagramma di Gantt interattivo (Project Management), interfaccia utente migliorata, integrazione con Microsoft Office 365, nuovo stile grafico (solo HANA), nuova localizzazione per il Regno Unito (Brexit), miglioramenti della piattaforma, interfaccia di configurazione del Service Layer (solo HANA), supporto per SLES 15 (solo HANA). |
| 2017 | Versione 9.3 di SAP Business One  | Miglioramenti della produzione, miglioramenti della gestione dei progetti, funzionalità RMA, miglioramenti dell'usabilità (menu CRM + unificazione delle preferenze utente) |
| 2016 | Versione 9.2 di SAP Business One  | Gestione progetti, accesso browser, MRP – previsioni intelligenti (solo HANA), raccomandazione articoli (solo HANA), Customer 360 (solo HANA), app di vendita mobile (solo HANA) |
| 2014 | Versione 9.1 di SAP Business One  | Modulo risorse, gestione filiali |
| 2013 | Versione 9.0 di SAP Business One  | Single sign-on, ubicazioni, client a 64 bit |
| 2012 | Versione 8.82 di SAP Business One | Miglioramenti dell'usabilità, supporto SAP HANA |
| 2011 | Versione 8.81 di SAP Business One | Centri di costo multipli, Cockpit |
| 2010 | Versione 8.8 di SAP Business One  | Integrazione di Crystal Reports, codice unificato |
| 2008 | SAP Business Uno 2007             | Nuovo motore di riconciliazione |
| 2006 | SAP Business Uno 2005             | Usabilità e reporting migliorati, SDK migliorato |
| 2004 | SAP Business Uno 2004             | Versione globale, SAP Business One SDK |
| 2000 | Gestisci meglio                   | |
| 1995 | Prima versione                    | |

Prima di SAP Business One 2004, esistevano versioni specifiche per ciascun paese denominate 6.x fino alla prima versione globale del 2004.

## Caratteristiche (moduli)
SAP Business One è organizzato in 15 moduli funzionali, che coprono le funzioni tipiche di un'organizzazione aziendale. I moduli più ampiamente utilizzati sono finanza, opportunità di vendita, vendite – A/R, acquisti A/P, partner commerciali, servizi bancari e inventario.
- Amministrazione, dove vengono eseguite i setup delle varie impostazioni principali nell'applicazione
- CRM, in cui le attività comuni dei dipendenti addetti alle vendite sono collegate ad altri moduli (NB: il modulo è qui esclusivamente per facilità d'uso e non offre nuove funzionalità proprie) (solo SAP 9.3 e versioni successive)
- Dati finanziari, dove viene impostata la definizione del piano dei conti e possono essere create le principali registrazioni contabili
- Opportunità, dove la generazione di lead viene utilizzata per tenere traccia di potenziali vendite e acquisti
- Vendite - A/R, dove vengono gestiti i flussi di vendita (Offerta> Ordine > Consegna > Fattura vendita)
- Acquisti - A/P, dove viene gestito il flusso di acquisto (Offerta> Ordine > entrata merci> Fattura acquisto)
- Partner commerciali, dove vengono inseriti i dati di Lead, Clienti e Fornitori
- Bancario, dove vengono creati i pagamenti in entrata (vendite) e in uscita (acquisti)
- Inventario, dove vengono inseriti i dati dei beni da vendere/acquistare e viene monitorata la loro quantità/valore nei magazzini
- Risorse, dove vengono definiti i dati delle risorse (macchine e persone) da utilizzare nella produzione (capacità e pianificazione) (solo SAP 9.1 e versioni successive)
- Produzione, dove vengono inseriti i dati della distinta base e vengono creati gli ordini di produzione
- Project Management, dove vengono definiti i progetti (cosa fai e quando) (solo SAP 9.2 e versioni successive)
- Pianificazione dei fabbisogni di materiali (MRP), in cui vengono definite le previsioni degli articoli necessari nelle vendite/produzione per formulare raccomandazioni sugli ordini di acquisto
- Servizio, dove vengono mantenuti i contratti di gestione del servizio e create le chiamate di servizio
- Risorse umane, dove vengono mantenuti i dati anagrafici dei dipendenti (nomi, informazioni di contatto, ruoli, ecc.)
- Accesso mobile e Web, SAP Business One[3] supporta anche l'implementazione mobile e l'accesso Web, facilitando la gestione in tempo reale delle principali operazioni aziendali da qualsiasi luogo.

Ogni modulo gestisce autonomamente specifiche attività aziendali, ma è collegato ad altri moduli quando necessario. Ad esempio, una fattura derivante da una transazione di fatturazione in Vendite e Distribuzione verrebbe trasferita alla contabilità, dove apparirà nei conti clienti e nel costo del venduto.

## Architettura
SAP Business One è un tipico prodotto software con modello client-server.
- Il software client è principalmente il client SAP Business One, un prodotto basato su Microsoft Windows che si connette a un server back-end. SAP offre anche client per telefoni e tablet ( iOS e Android ) che contengono un sottoinsieme delle funzionalità complete destinate agli addetti alle vendite.
- Il server database viene eseguito su un database Microsoft SQL Server (Windows) o su un database SAP HANA (Linux).

## Partner
SAP Business One viene fornito tramite la sua rete di partner globali ( SAP PartnerEdge ) composta dalle seguenti tipologie di partner:
- I rivenditori a valore aggiunto (VAR) sono partner SAP che vendono, implementano e supportano il prodotto ai clienti finali.
- Software Solution Partner (SSP) è un partner SAP che crea soluzioni standard orizzontali o verticali sulla piattaforma SAP Business One con SAP Business One SDK e le vende tramite i partner VAR.
- Ecosistema aperto Una volta iscritto, potrai vendere, fornire assistenza e commercializzare prodotti approvati da SAP disponibili tramite il suo canale di distribuzione. L'iscrizione è gratuita e semplice; prima di iniziare è necessario completare solo una piccola formazione.

In Italia, tra i gold partner sono presenti:
- Run Time Solutions
- Var One
- Sys-Dat
- Datalab
- Perigeo
- MTF S.r.l

## Estensibilità
Lo sviluppo personalizzato (chiamato add-on) viene eseguito utilizzando l'SAP Business One SDK.  Si tratta di sviluppo basato su COM eseguito in Microsoft Visual Studio con C# o VB.NET.
- API di interfaccia dati (DI-API), dove è possibile creare nuovi oggetti aziendali attorno al normale client SAP Business One ma comunque rispettare le regole aziendali principali
- API dell'interfaccia utente (UI-API), dove è possibile modificare le schermate client SAP Business One esistenti, creare nuove schermate e modificare/bloccare il normale flusso di eventi
- Tecnologia di integrazione SAP Business One (B1i), dove è possibile creare visivamente flussi aziendali utilizzando XML/XSLT
- Livello di servizio per SAP HANA, dove è possibile, utilizzando OData, creare oggetti aziendali
- Livello di servizio per Microsoft SQL Server, dove è possibile, utilizzando OData, creare oggetti aziendali